# Arne Andersen
Arne Johan Andersen (ur. 21 kwietnia 1900 w Halden, zm. 26 października 1986 tamże) – norweski piłkarz występujący na pozycji napastnika, reprezentant Norwegii w latach 1920-1927, olimpijczyk.

## Kariera klubowa
Występował w klubie FK Kvik Fredrikshald z rodzinnego miasta Halden. W 1918 roku wygrał z tym zespołem Puchar Norwegii, zdobywając bramkę w wygranym 4:0 meczu finałowym przeciwko SK Brann. W 1922 roku dotarł z FK Kvik do finału tych rozgrywek, gdzie jego drużyna uległa 1:5 Odds BK. Nosił przydomek boiskowy Lall.

## Kariera reprezentacyjna
W 1920 roku znalazł się w składzie reprezentacji Norwegii na Igrzyska Olimpijskie 1920 w Antwerpii. 31 sierpnia zadebiutował w drużynie narodowej w przegranym 1:2 spotkaniu przeciwko Włochom. W meczu tym zdobył on w 41. minucie bramkę dającą Norwegom prowadzenie. Ogółem w latach 1920-1927 rozegrał w reprezentacji 6 spotkań, w których zdobył 4 gole.

### Bramki w reprezentacji
| LP | Data                 | Miejsce                                          | Przeciwnik | Bramka | Rezultat | Ranga meczu                   |
| -- | -------------------- | ------------------------------------------------ | ---------- | ------ | -------- | ----------------------------- |
| 1. | 31 sierpnia 1920     | Stadion aan de Broodstraat, Antwerpia            | Włochy     | 1:0    | 1:2      | Igrzyska Olimpijskie 1920     |
| 2. | 6 czerwca 1926       | Töölön pallokenttä, Helsinki                     | Finlandia  | 3:0    | 5:2      | Mecz towarzyski               |
| 3. | 9 czerwca 1926       | Stadion Olimpijski, Sztokholm                    | Szwecja    | 1:0    | 2:3      | Mistrzostwa Nordyckie 1924-28 |
| 4. | 10 października 1926 | Fredrikstad Idræts- og Fotbaldplads, Fredrikstad | Polska     | 2:0    | 3:4      | Mecz towarzyski               |

## Życie prywatne
Pracował jako policjant. Podczas II wojny światowej, we wrześniu 1944 roku, został pojmany przez niemieckie siły okupacyjne i miesiąc później osadzony w obozie koncentracyjnym Grini w Bærum.

## Sukcesy
FK Kvik Fredrikshald
- Puchar Norwegii: 1918